# Patrick Meek
Patrick Meek (* 10. November 1985) ist ein US-amerikanischer Eisschnellläufer, der vorwiegend auf den Langdistanzen (5000 und 10.000 Meter) sowie im Teamlauf startet.

## Werdegang
Bereits Meeks Großvater und Vater waren Eisschnellläufer, sodass er selbst schon im Alter von zwei Jahren mit dem Sport in Kontakt kam und ihn von dort an ausübte. Zunächst trainierte er jedoch nicht den normalen Eisschnelllauf, sondern Shorttrack. Ab dem Jahr 2000 war er in dieser Disziplin Teil des US-amerikanischen Juniorenteams, dem er fünf Jahre lang angehörte. In dieser Zeit war sein größter Erfolg der Gewinn der Bronzemedaille bei den nationalen Altersklasse-Meisterschaften. Zu Saisonbeginn 2004/05 bestritt Meek seine ersten Wettkämpfe als Eisschnellläufer. Den Wechsel der Sportart begründete er später damit, er habe von den vielen Kollisionen im Shorttrack genug gehabt. Sein erster großer Erfolg in der neuen Disziplin war das Erreichen des dritten Platzes im Teamlauf bei der Junioren-WM in Seinäjoki. Dort mussten er und seine Mannschaftskollegen Michael Blumel und Paul Dyrud sich lediglich dem niederländischen und dem kanadischen Team geschlagen geben.
Binnen eines Jahres etablierte sich Meek unter den besten US-amerikanischen Eisschnellläufern; sowohl bei den US-amerikanischen Meisterschaften als auch bei Ausscheidungsrennen um die Plätze im Nationalteam erreichte er regelmäßig Top-Ten-Ergebnisse. Daher war er ab dem Jahr 2005 Mitglied des A-Kaders und ab 2007 auch regelmäßiger Teilnehmer am Eisschnelllauf-Weltcup. In der Zwischenzeit errang Meek zudem einen US-amerikanischen Meistertitel über 10.000 Meter – wobei er allerdings der einzige Starter war – und nahm an der Winter-Universiade 2007 teil, die er als eine seiner „coolsten Eisschnelllauf-Erfahrungen“ und als „Miniatur-Olympia“ bezeichnete. Bei seinen ersten Weltcupstarts in der Saison 2007/08 konnte sich Meek in den Einzelwettbewerben nicht unter den besten 30 platzieren und erreichte daher keine Weltcuppunkte. Ähnlich verlief auch die folgende Saison, in der Meek nur mit dem Team ein Top-Ten-Resultat erzielte, als er beim Weltcupauftakt in Berlin mit Trevor Marsicano und Ryan Bedford Sechster wurde. Im Jahr danach qualifizierte sich der US-Amerikaner nicht mehr für das stark besetzte Weltcupteam seines Landes. Im Dezember 2009 verpasste er bei dem US-Ausscheidungsrennen über 10.000 Meter als Sechster die Qualifikation für die Olympischen Winterspiele 2010 in Vancouver, obwohl er seine persönliche Bestzeit deutlich unterbot. Danach schaffte der mittlerweile 24-Jährige nicht mehr die Rückkehr in den Weltcupkader und startet seitdem im zweitklassigen American Cup.
Beruflich schloss Meek 2004 die St. Louis University High ab und studiert seitdem Politikwissenschaften an der University of Utah. Sein Trainer ist der ehemalige Langstrecken-Athlet Bart Veldkamp, der Meek besonders dafür lobt, dass er „seinen Fokus ganz auf das Eisschnelllaufen“ legt.

## Eisschnelllauf-Weltcup-Platzierungen
| Platzierung              | 100 m | 500 m | 1000 m | 1500 m | 3000 m | 5000 m | 10.000 m | Team | Gesamt |
| ------------------------ | ----- | ----- | ------ | ------ | ------ | ------ | -------- | ---- | ------ |
| 1. Platz                 |       |       |        |        |        |        |          |      |        |
| 2. Platz                 |       |       |        |        |        |        |          |      |        |
| 3. Platz                 |       |       |        |        |        |        |          |      |        |
| Top 10                   |       |       |        |        |        |        |          | 2    | 2      |
| Stand: 17. Dezember 2010 |       |       |        |        |        |        |          |      |        |